# Jacques Bergier
Jacques Bergier, nascido Yakov Mikhailovich Berger (em ucraniano: Яков Михайлович Бергер) (Odessa, 8 de agosto de 1912 - Paris, 23 de novembro de 1978), foi um engenheiro químico, resistente, espião, jornalista e escritor de nacionalidade francesa e polaca e de ascendência judaica. Bergier contribuiu para promover, em França, as teorias paranormais e pseudocientíficas, nomeadamente através de seu livro o O Despertar dos Mágicos (1960), em co-autoria com Louis Pauwels, em seguida através do movimento de realismo fantástico, retransmitido pela revista Planète.

## Biografia
Filho de Mikhaïl Berger, grossista de mercearia, judeu, e de Etlia Krzeminiecka, judia russo-polaca nativa de Kremenets e primo de um físico nuclear, George Gamow e de um certo Anatoly, membro do comando que assassinou o Czar russo Nicolau II. Bergier, aos dois anos, leu seu primeiro jornal e com quatro, podia facilmente ler em russo, francês e hebraico. Ele não foi à escola quando criança, mas teve professores particulares. Era um leitor assíduo (até o final de sua vida, ele podia ler de 4 a 10 livros por dia) e tinha uma memória eidética.
Em 1920, a Guerra Civil Russa forçou a família Berger a refugiar-se na terra natal de Etlia em Krzemeiniec, noroeste da Ucrânia. O jovem Yakov Mikhailovich foi para uma escola talmúdica, aonde demonstrou interesse no estudo da Cabala. Além do mais, na escola ele estudou matemática, física, inglês e alemão. Também leu tudo o que ele podia tocar, mas sua leitura favorita era ficção científica.
Em 1925, a família mudou-se para França. Aí Bergier
Bergier tornou-se assistente do físico atômico francês André Helbronner que foi morto pela Gestapo no final da Segunda Guerra Mundial. De acordo com Walter Lang, Bergier foi abordado por Fulcanelli com uma mensagem para Helbronner sobre a possibilidade de Humanidade utilizar armas nucleares. A reunião teve lugar em junho de 1937 em um laboratório do Comitê dos Combustíveis, em Paris.
Durante a 2ª Guerra Mundial, Bergier fez parte da resistência francesa, através da Rede Marco Polo, tendo efectuado diversas operações de sabotagem. Foi preso pela Gestapo em 23 de Novembro de 1943 e submetido a prolongada tortura, sem que nunca confessasse. Os alemães tentaram que colaborasse cientificamente com eles, mas não cedeu. Foi enviado para os campos de concentração de Neue Bremm e, mais tarde, Mauthausen-Gusen. Não tendo sido detectado o seu judaísmo, sobreviveu, tendo regressado a França em 19 de Maio de 1945.
Em uma entrevista transmitida pelo RTS em 1978, Bergier disse que seu QI era de 160. Bergier morreu, de hemorragia cerebral, em 23 de novembro de 1978, em Paris, França.